# Matétea

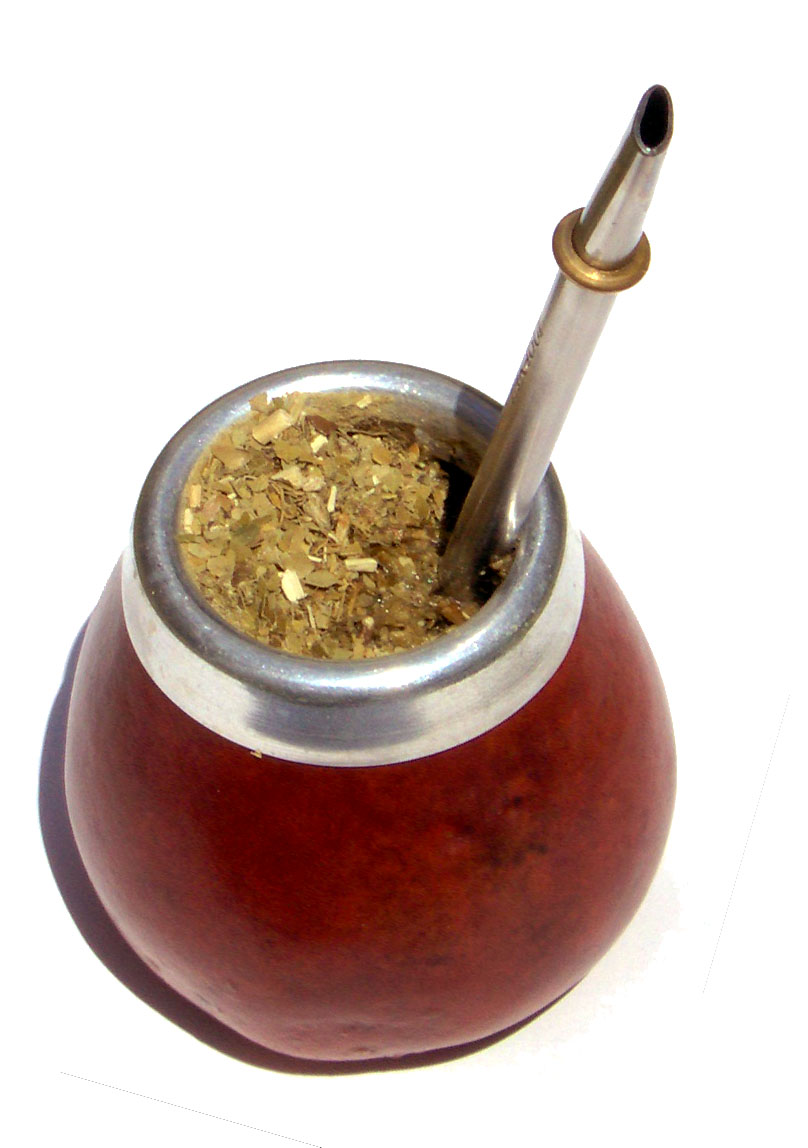
Matétea

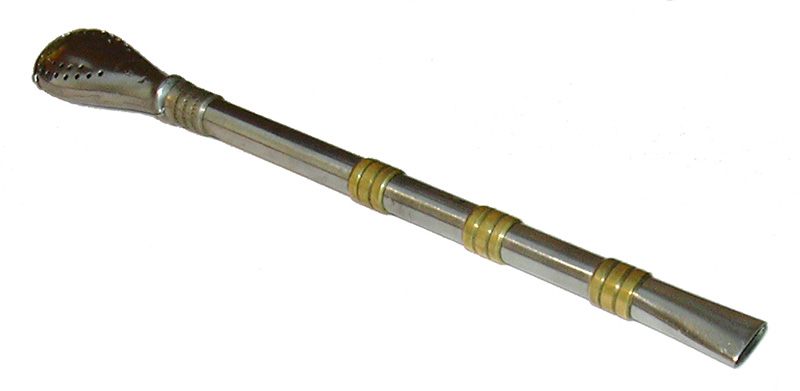
A maté fogyasztásához használt szívószál

A matétea, yerba mate tea vagy maté (portugálul chimarrão, guaraníul kaaiguá – kaa= fű, i = víz, guá = -ból; azaz "vízből származó fű", jezsuiták teája, Szent Bartholomeo teája, Paraguay tea, yerba tea) a matéfa (Ilex paraguariensis) (dél-amerikai magyal, Paraguay magyal) megszárított leveleiből és száracskáiból készült főzet. Ez a Dél-Amerikában honos örökzöld fa karcsú, 5–6 m magas, csoportokban nő. A 10–16 cm hosszú, bőrszerű, csipkés vagy fűrészelt szélű leveleit parázs felett megszárítják (ritkábban forró vízbe merítik), majd felaprítják.
A maté elnevezés a kecsua mati szóból ered, amely poharat vagy egyéb ivóalkalmatosságot jelent, és ami később a maté ivására használt lopótök (Lagenaria siceraria) népies elnevezéseként terjedt el. A guaraní indiánok „Caaigúa” nevezték ezt a tököt. Hogy mégis inkább a kecsua elnevezés terjedt el, annak egyszerű oka van: a spanyolok számára könnyebben kiejthető volt.
A maténak élénkítő hatása van a benne található 0,3-1,5% koffeinnek, 4-10% kaffetanninnak (kávécsersav; ez csersavra, majd koffeinre hidrolizál), teobrominnak és teofillinnek köszönhetően. Ezen túl a maté tisztító hatású is a benne lévő (flavonoid és alkaloid) antioxidánsok miatt. Mivel a maté élénkítése nagyon különbözik a kávé hatásaitól, ezért a yerba matéban lévő koffeint sokszor mateinnek szokták nevezni.
Hagyományosan 70-80 °C-os vízzel, a szintén maténak hívott kis lopótökből vagy fából készült pohárból szívják fel a főzetet, a bombillának nevezett szűrős, fém szívószál segítségével. A hasonló, de hidegen fogyasztott ital neve tereré, aminek fogyasztása Paraguayban a legnépszerűbb. 

## A maté története
A prehispán időszakban a guaraník agyag edénykékből, főzetként itták a yerba matét. Mivel nem használtak bombillát, a teát a fogaikkal szűrték, a szájukba kerülő matéfüvet pedig kiköpték. A hideg teát gyakran itták üreges nádacskákkal is. Ebben az időszakban még gyakori volt az a mára már eltűnt szokás, hogy az őserdőben tett hosszú útjaik során yerba mate-leveleket rágcsáltak.
A yerba maté a guaraní kultúrában kultikus, rituális szereppel bírt, valamint gyakran használták fizetőeszközként más törzsekkel folytatott cserekereskedelem során. Úgy tartották, hogy miután az istenek befejezték a világ teremtését, mind összegyűltek és matéteát ittak. Egy legenda szerint a yerba matét Tup, a jó isten adta az embereknek, hogy segítse őket.
A maté elkészítését a guaraní indiánoktól tanulták el a spanyol és portugál gyarmatosítók, a yerba matét pedig „Hierbas del Paraguay”-nak, azaz paraguayi fűnek nevezték. Kezdetben fogalmuk sem volt arról, hogy a levelek egy őserdőben növő fáról származnak.
A XVI. század vége felé érkeztek az első jezsuiták azzal a céllal, hogy megtérítsék a guaraníkat. Kezdetben tiltották a fogyasztását, mert az ördögtől valónak tartották, de a későbbiekben elfogadottá vált, és előszeretettel használták másnaposság, egyes mérgezések és skorbut kezelésére.
1645-ben a jezsuiták megkapták a yerba maté kereskedelemre vonatkozó királyi engedélyt, és megkezdték termesztését. Ezt követően a yerba maté kereskedelem fokozatosan fő bevételi forrásukká vált, ami után Spanyolország királyának adóznak. A szervezetre gyakorolt pozitív hatásai és a yerba maté értéke miatt ebből az időszakból származik az „oro verde”, a zöld arany elnevezés.
A XVIII. század közepére a yerba maté fogyasztása a dél-amerikai társadalom minden rétegében elterjedtté vált, de minden réteg a saját szokásai szerint készítette és fogyasztotta a matéteát. Például Buenos Airesben szinte minden családnak volt matéedénye. Sőt gyakran kettő is: külön az édes, és külön a keserű matéteának. A yerba maté-tea kereskedelme virágzó üzletággá vált, egészen addig, míg 1767-ben III. Károly el nem rendelte a jezsuiták kiűzését. A jezsuiták által alapított települések lassan elnéptelenedtek, az ültetvényeket visszahódította az őserdő. A yerba matét ismét csak az indiánok gyűjtötték be az őserdőben, természetes lelőhelyén. Csak a XX. század első felében élesztették fel újra a yerba maté termesztését a jezsuiták régi ültetvényeinek a helyén, és csak ezt követően hódította meg újra a kontinenst.
Később Dél-Amerika több országában elterjedt, fogyasztják Argentínában, Uruguayban, Paraguayban, Brazíliában, Bolíviában és Chilében. Legnagyobb népszerűségnek Argentínában és Uruguayban örvend. Uruguayban a lakosság nagy része napközben is matézik, gyakran látni az utcán matézó embereket. A matéivás nem egyszerű szomjoltó tevékenység, általános, hogy az emberek másokkal közösen matéznak.

## A maté elkészítése
Fontos, hogy a matéhoz használt víz 85 °C-nál ne legyen melegebb. Nem ajánlatos forrásban lévő vízzel leönteni a yerba matét, mert 100 °C-on már elveszíti pozitív tulajdonságainak jó részét, és az ízében is nem kívánt jegyek jelennek meg. Először a növényt belerakják a mate tökbe (körülbelül 1/2-2/3-ig). Aztán összerázzák, hogy a kisebb és nagyobb levéldarabok egyenletesen elosztódjanak a tökben. Ezt követően a mate tököt körülbelül 45 fokos szögben tartva kevés szobahőmérsékletű vízzel locsolják meg, ami arra szolgál, hogy a levelek kicsit megdagadjanak, hogy a később belehelyezett szívószállal nehezebb legyen felszívni a levéldarabokat. Ezt követően jöhet a 70-80 °C-os víz, amit általában teáskannából vagy termoszból töltenek. A vizet hozzáöntjük az aprított fűhöz, és ezzel készen is van a kesernyés, enyhén habos és jellegzetes illatú maté. A kesernyés íz a maté sajátja, a nem ilyen ízű maté nem is maté.

## A maté tök és fa beavatása
A fából vagy tökből készült poharakat az első használat előtt be kell avatni, hogy ne adjanak a főzetnek mellékízeket és megnöveljék a tök élettartamát. Az egyik módszer, hogy a tökbe helyezett maté levelet 70-80 °C-os vízzel a tök tetejéig felönteni, majd 12 órán keresztül benne hagyni  A fából készült poharakhoz pedig használt maté levelet érdemes önteni új pohárba, és 1 napig állni hagyni.

## Yerba mate kategorizálása
A yerba matenak többféle kategorizálása létezik. Ezek a kategóriák egyben stílusok is, ami megmutatja, hogy az egyes országokban milyen yerbából készült matét szeretnek inni.
- Származási ország szerint
  - Argentin yerba mate: Füstös, nagyobb leveleket tartalmaz. Keserű, intenzív íz.
  - Brazil yerba mate: Füstmentes, sokszor teljesen porszerűvé őrölt levelek (Chimarrao), a legerősebb yerba mate. Ízben selymesebb, zöldesebb.
  - Paraguayi yerba mate: Füstös, nagyobb levelek, sok szárral és porral. Sokszor mentás ízesítésű.
  - Uruguayi yerba mate: Füstös Brazíl yerba mate. Nem teljesen porszerűvé őrölt levelek, selymes, intenzív íz.
- Ízesítés szerint:
  - Natúr: 100% yerba mate
  - Ízesített: Szárított gyümölcsökkel, fűszerekkel, egyéb növényekkel kiegészített yerba mate.
- Szártartalom szerint:
  - Száras (con palo/elaborada): Selymesebb, enyhén édesebb yerbák.
  - Szármentes (sin palo/despelada): Erősebb, keserűbb, intenzívebb yerbák.
- Füstösség szerint:
  - Füstmentes (sin humo): Szinte az összes brazil yerba mate és az argentin yerbák kis százaléka
  - Füstös: Az összes paraguayi és uruguayi és a legtöbb argentin yerba mate.
  - Nagyon füstös (barbacuá): Argentínában fordul elő, ahol a mate leveleket egy hosszabban tartó füstölésnek vetik alá.

## Gyógyhatása
- Koffeintartalma miatt serkenti a központi idegrendszer működését, figyelemserkentő és a szellemi képességet javító, továbbá fokozza a szívműködést és a légzőrendszer működését. A matékészítményeknél nemcsak a koffein hatása érvényesül, hanem a benne lévő cseranyagoké, szaponinoké és flavonoidoké is, mert ezek módosítják a koffein hatását.
- Az anyagcserét mintegy 10%-kal emeli. A növény pontosan nem ismert módon segít a zsírok lebontásában, ezért jó elhízás elleni szer.
- Teája élénkíti, és ellenállóbbá teszi a szervezetet. Megfázások és influenza ellen magas C-vitamin-tartalma miatt javallt.
- Vízhajtó hatása révén megszünteti a menstruáció előtti puffadtságot.
- A teobromin tartalma miatt egy hosszú távú teljesítményfokozást tesz lehetővé.

## Felhasználása
- Serkentő hatása miatt kiváló kóros lesoványodás esetén.
- A maté alapú készítményeket vesebetegségeknél vizelethajtóként használják.
- Jó kiegészítő szer fogyókúrázóknak is.
- Segít a szívnek abban, hogy még több több oxigént kapjon.
- Érnyugtató hatásának köszönhetően optimalizálja a magas vérnyomást.
- Erős zsírégető hatású

## Figyelmeztetés
Az előírt adagolás betartása esetén nincs szükség óvintézkedésre. Túladagolása veszélyes, mert álmatlanságot és izomremegést okozhat. Doppingszerként is számon tartják. Koffeintartalma miatt gyomoridegességet, hasmenést okozhat. Tannintartalma miatt fogyasztása nem ajánlott nyelőcsőrákban szenvedőknek.